# 15513 Emmermann
15513 Emmermann è un asteroide della fascia principale. Scoperto nel 1999, presenta un'orbita caratterizzata da un semiasse maggiore pari a 2,2815944 au e da un'eccentricità di 0,0801531, inclinata di 4,89714° rispetto all'eclittica.
L'asteroide è dedicato al cittadino statunitense Axel Emmermann.